# Aurélio Heracliano
Aurélio Heracliano (em latim: Aurelius Heraclianus) foi um oficial do século III, ativo no reinado dos imperadores Galiano (r. 253–268) e Cláudio II (r. 268–270).

## Vida
Heracliano aparece numa inscrição não datada de Trajana Augusta, na Trácia, na qual é descrito como prefeito pretoriano. Segundo a História Augusta, quando era duque, foi derrotado pelos palmirenos. A mesma obra, e Zósimo, implicam-o nos planos para assassinar Galiano em 268; Zósimo designa-o como hiparco.

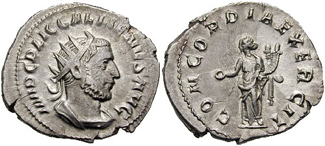
Antoniniano de Galiano r.

Nessa época, Auréolo (r. 268) rebelou-se contra Galiano em Mediolano, na Itália. Galiano, que estava em campanha contra os godos que atacaram os Bálcãs, entregou o comando da campanha a Marciano e imediatamente partiu à Itália com o grosso do seu exército de campo. Heracliano era um dos oficiais que acompanham e ajudaram a derrotar os rebeldes em Pontirolo, sobre o Ada, a algumas milhas de Mediolano. Depois participa no cerco aos rebeldes na cidade.
Segundo a versão de João Zonaras, durante o cerco, Heracliano e Cláudio acordaram o imperador em sua tenda com falsas notícias de que Auréolo estava atacando e foi golpeado quando pulou da cama. João de Antioquia identificou Heracliano com o comandante da cavalaria dálmata citado no relato de Zósimo que matou Galiano no jantar na presença de Cláudio. Seja com for, João e Zonaras concordam que cometeu suicídio depois disso.